# Площадь Сан-Фелипе Нери

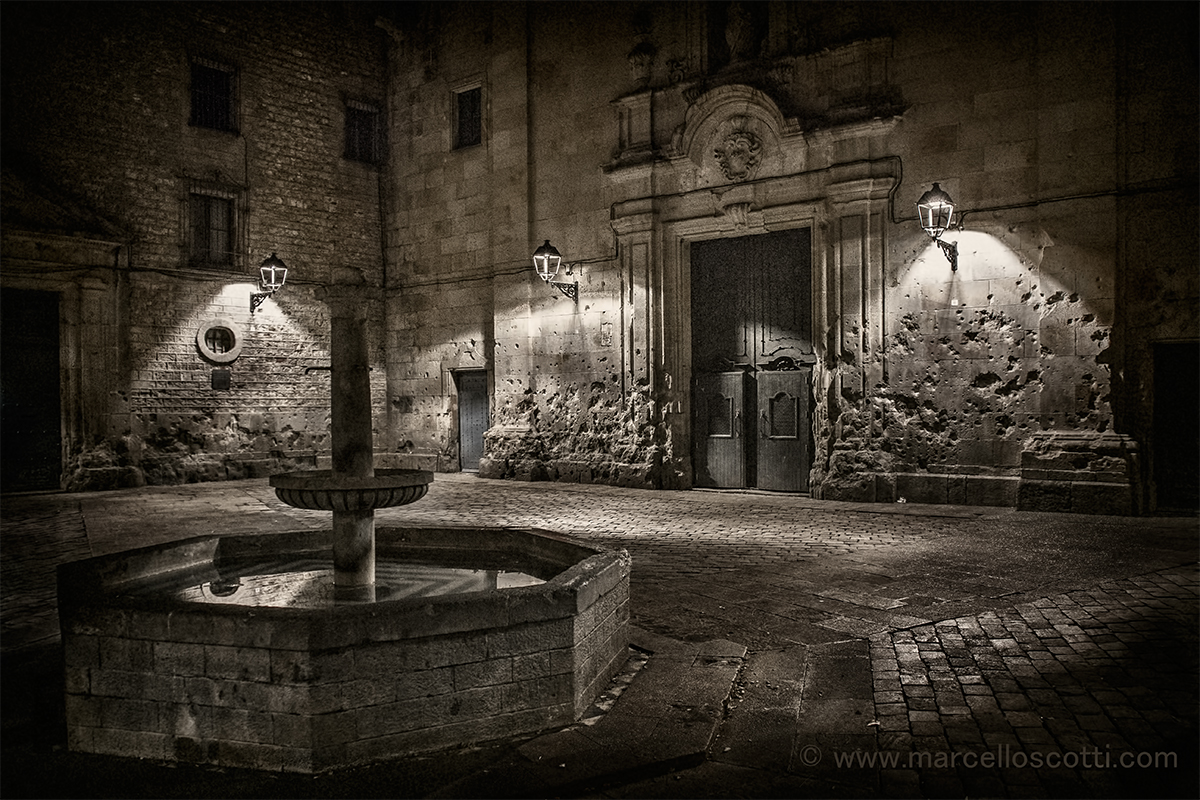
Церковь Сан-Фелипе Нери и фонтан ночью

Площадь Сан-Фелипе Нери (кат. Plaça de Sant Felip Neri) — маленькая площадь в Готическом квартале, в районе Старого города Барселоны. Она берёт своё название от церкви Сан-Фелипе Нери, доминирующей на площади. Справа от церкви расположена Школа Сан-Фелипе Нери, использующая площадь в качестве игровой площадки. Слева от церкви находится дом ораторианцев. В центре площади расположен восьмиугольный фонтан, являющийся символом жизни. Архитектура площади и ближайших зданий выполнена в средневековом барокко.

## История

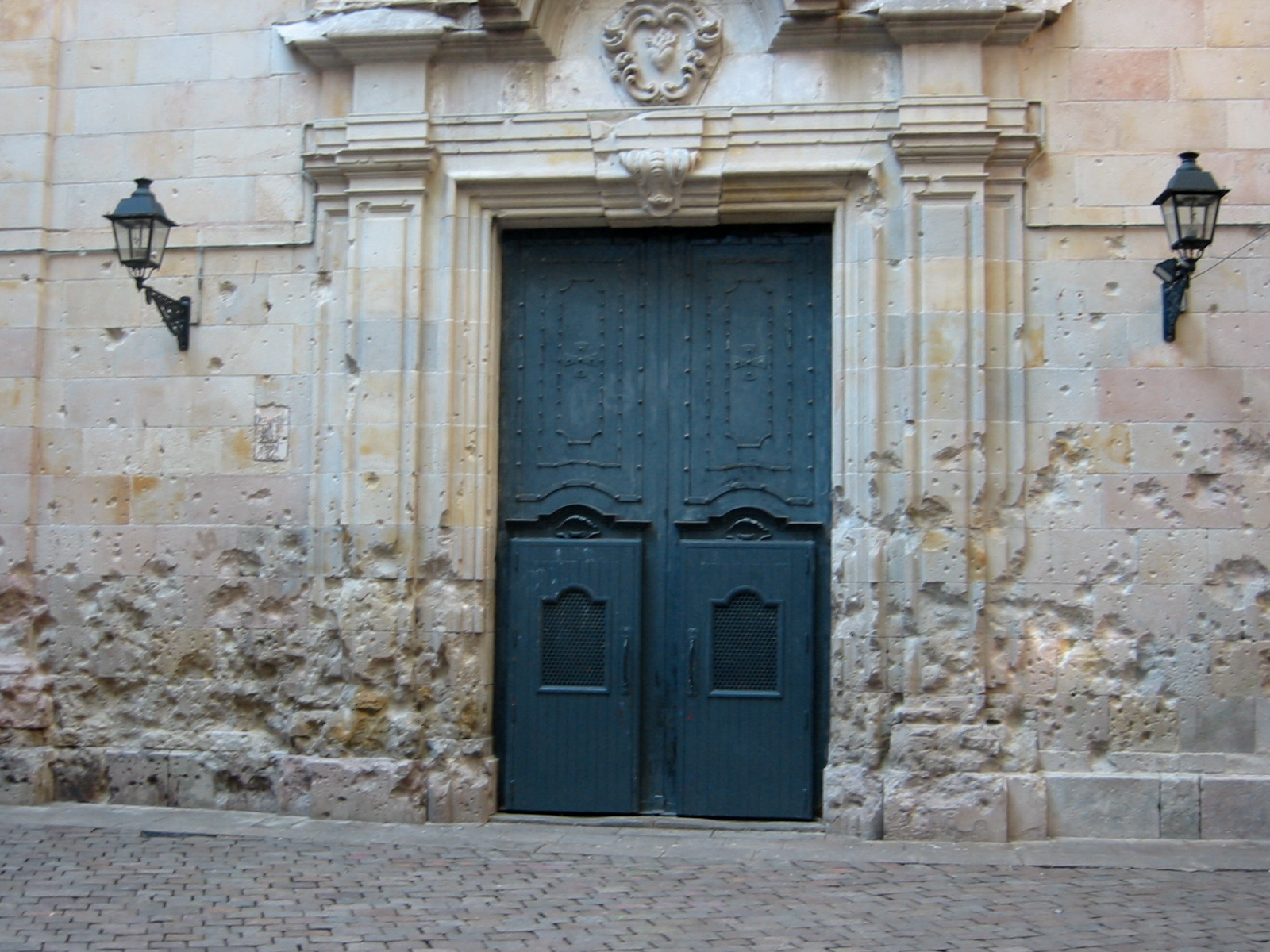
Повреждённые от бомбардировок церковные стены.

На площади когда-то располагался дворец Нери, построенный в 1752 году. В середине XX века готические здания из других районов города были перенесены камень за камнем на площадь, вместо того, чтобы быть снесёнными для освобождения места для городских застроек. Когда был построен отель Neri, он был облицован аналогичным готическим камнем для поддержания готического стиля площади. В 1938 году во время Гражданской войны в Испании Франсиско Франко осадил Барселону. 30 января 1938 года одна из бомб франкистов упала на церковь, в результате чего погибли 30 человек, большинство из которых были детьми из Школы Сан-Фелипе Нери, а некоторые были детьми-беженцами из Мадрида, для которых церковь служила временным приютом. Когда люди вытаскивали выживших из-под обломков, вторая бомба упала на площадь, убив ещё 12 человек, в результате чего общее число потерь достигло 42 погибших. Свидетельствами тех событий остаются сохранённые от бомбардировок повреждения на стене церкви. Впоследствии франкистские власти распространяли миф о том, что на камне были следы от пуль анархистов, казнивших церковных священников.
Музей обуви располагался на площади до 2015 года, когда был закрыт.